# ANNO (奥地利报纸在线)
ANNO，奥地利报纸在线项目，奥地利的一个将报纸数字化的项目，该项目的报纸以德文为主，也有意大利文、捷克文、斯洛伐克文等其他文字。